# Celestino Degoix
Celestino Degoix, né Célestin Jean Ponce Degoix le 4 février 1825 à Mer dans le Loir-et-Cher et mort après mai 1885, est un photographe français, actif principalement à Gênes de 1860 à 1890.

## Biographie
Fils de Ponce Antoine Degoix, receveur des impôts, et de Marie Anne Riollet, son épouse, Célestin Degoix naît à Mer le 4 février 1825. 
Il s'établit comme photographe à Gênes où il épouse en 1885 à Turin Daria Julie Marie Franchioni, une Turinoise de 37 ans sa cadette.
Son studio photographique est situé via Novissima. Celestino Degoix photographie la ville de Gênes ; il est également photographe attaché au Musée d'histoire naturelle et réalise vers 1875 des photographies entomologiques. En 1887, il participe à la première exposition italienne de photographie à Florence. Il réalise en 1873 une série de photographies de la maison-atelier du sculpteur Santo Varni.

## Collections
- Fonds Fratelli Alinari, Florence[5].
- Rijksmuseum Amsterdam[6].
- Bibliothèque nationale de France, Paris[7].

## Expositions
- 10 novembre 2004 - 6 mars 2005 : Vu d'Italie 1841-1941 : la photographie italienne dans les collections du Musée Alinari, Pavillon des arts, Paris[3].

## Galerie

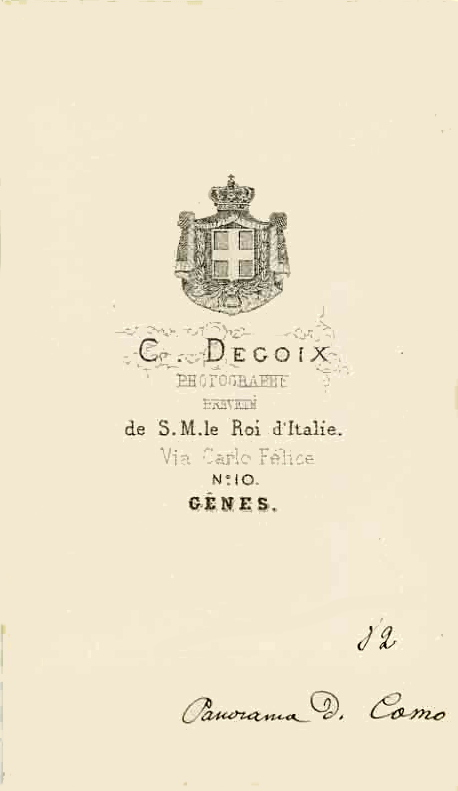
Verso d'une carte-photo de Celestino Degoix.
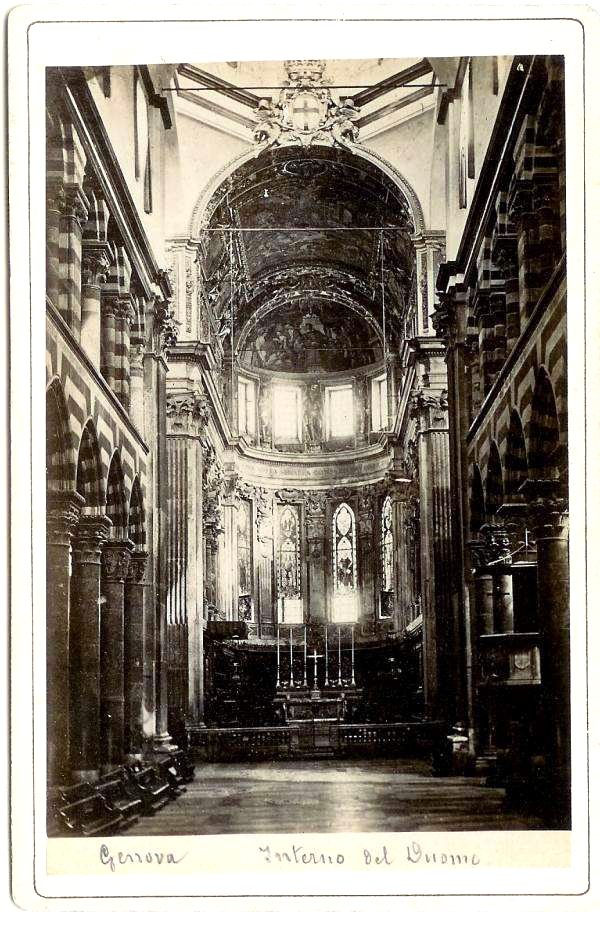
Cathédrale Saint-Laurent de Gênes, 1884.
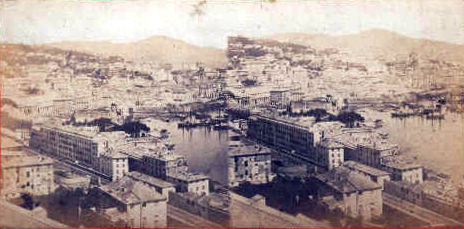
Vue de Gênes, vers 1880 ; carte stéréoscopique.
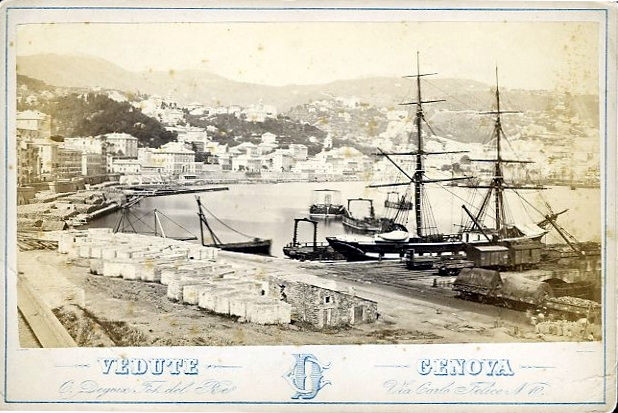
Vue de Gênes.
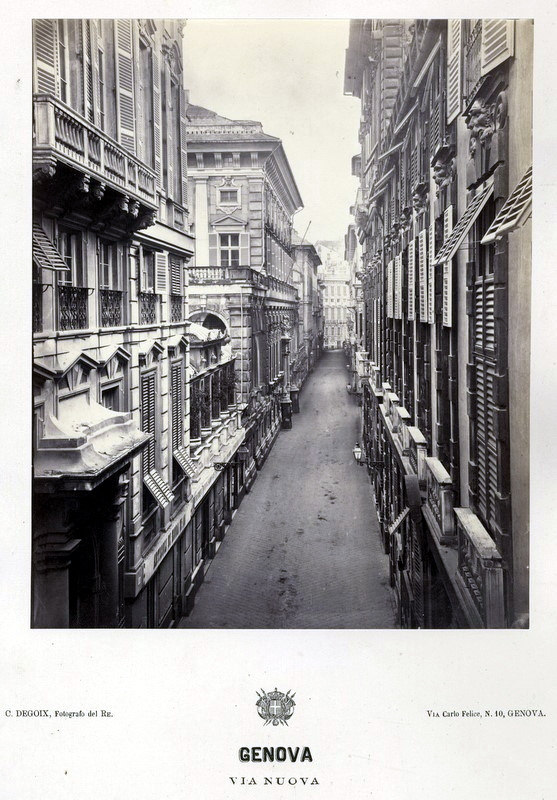
La via Nuova à Gênes.
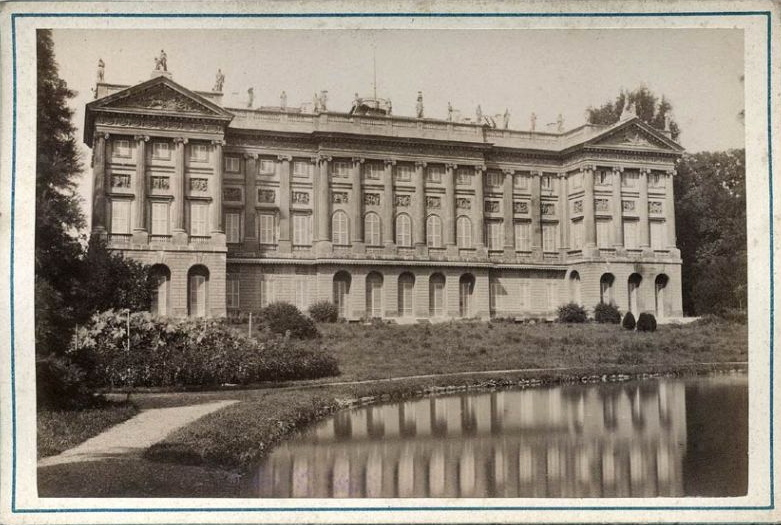
La Villa royale à Milan.
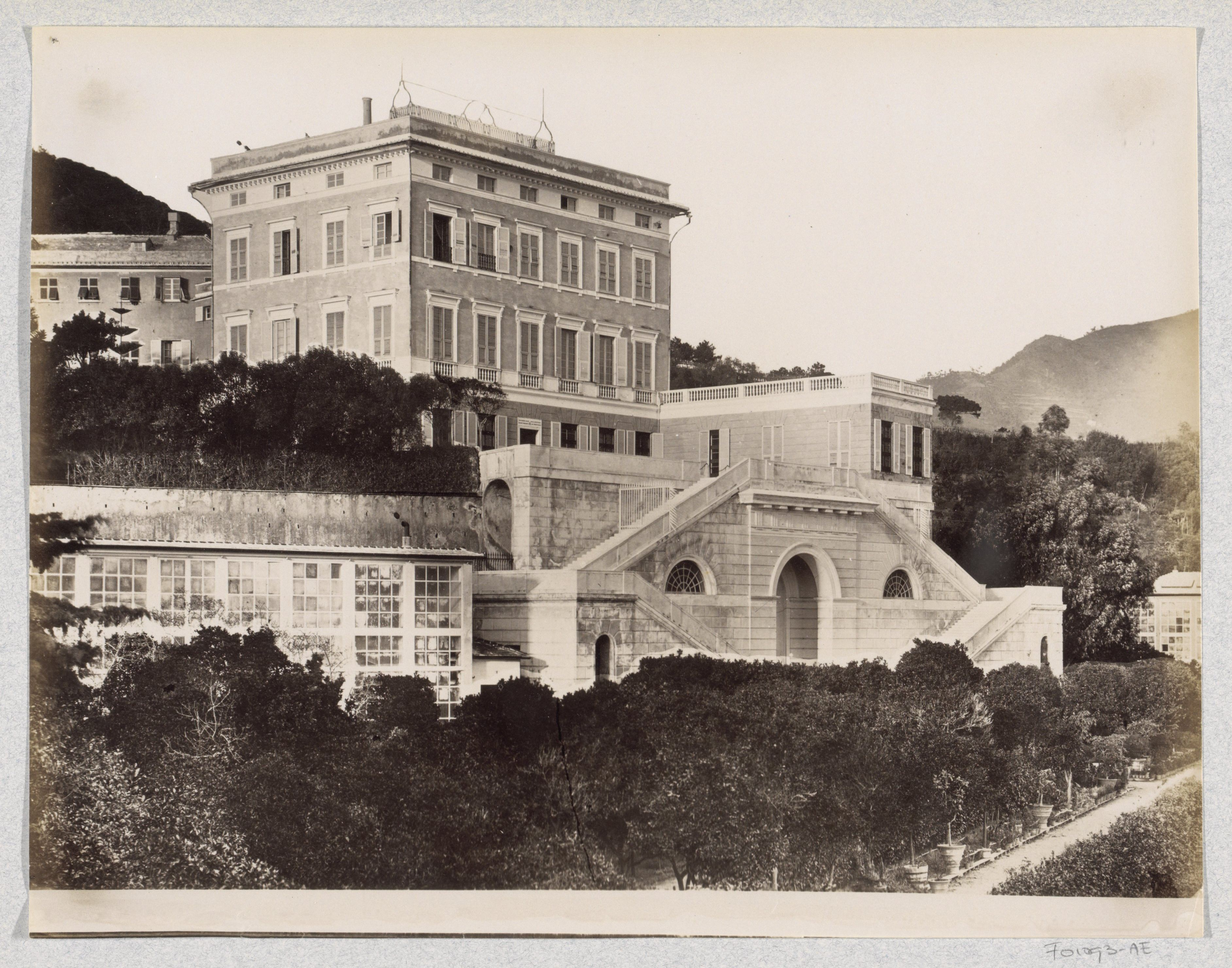
La Villa Durazzo-Pallavicini à Gênes.
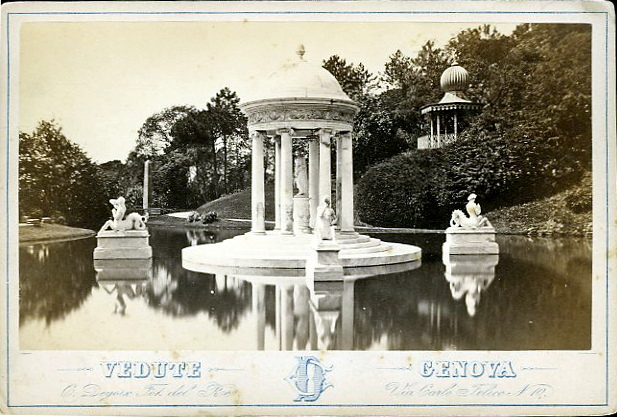
Le pavillon de Diane dans le parc de la Villa Durazzo-Pallavicini à Gênes.
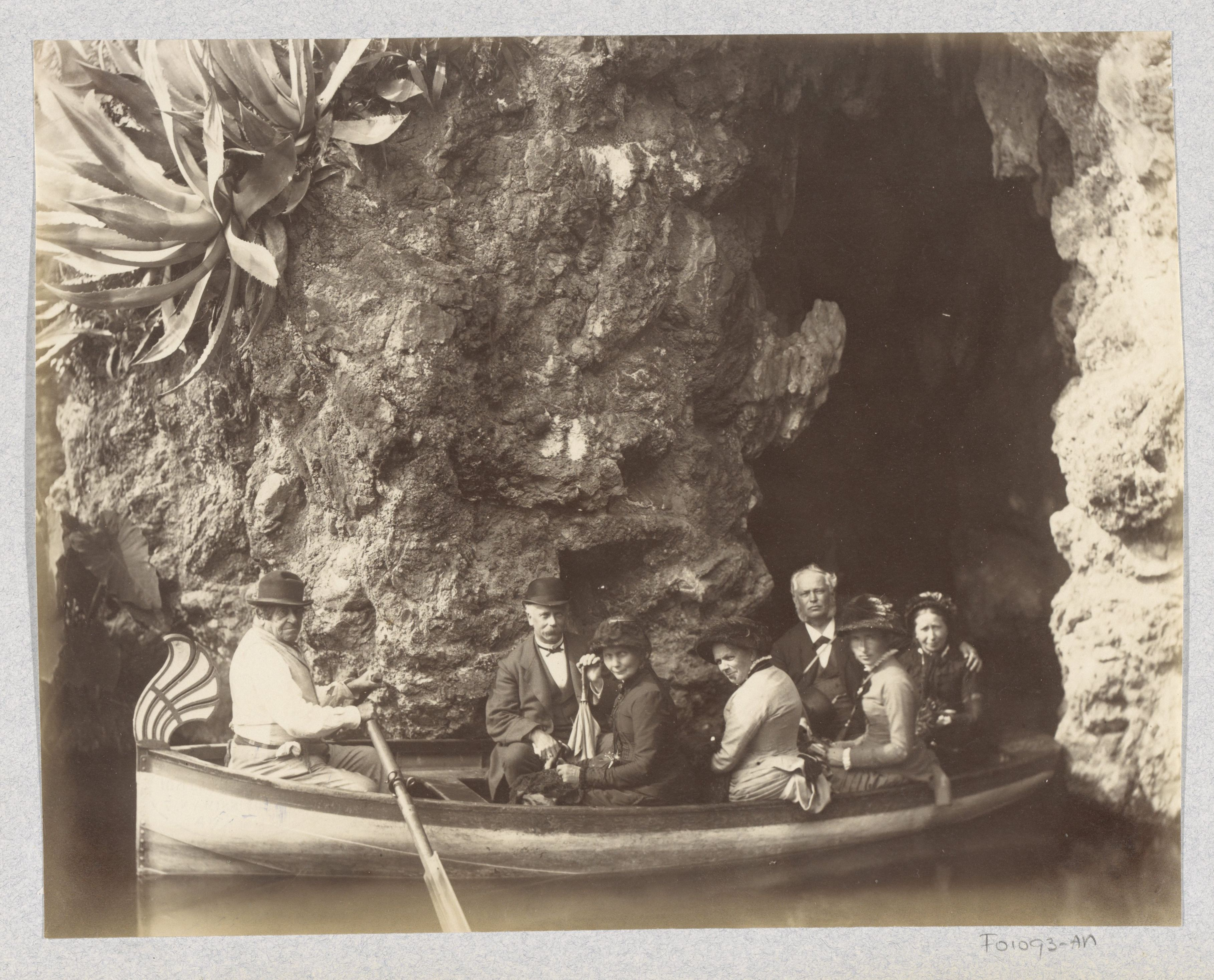
Groupe de touristes dans la grotte de la Villa Durazzo-Pallavicini à Gênes.